# Nocera Umbra
Nocera Umbra é uma comuna italiana da região da Umbria, província de Perugia, com cerca de 5.816 habitantes. Estende-se por uma área de 157 km², tendo uma densidade populacional de 37 hab/km². Faz fronteira com Assisi, Fabriano (AN), Fiuminata (MC), Foligno, Gualdo Tadino, Serravalle di Chienti (MC), Valfabbrica, Valtopina.
Era conhecida como Nucéria Camelária (em latim: Nuceria Camellaria) durante o período romano.

## Demografia
| Variação demográfica do município entre 1861 e 2011                               |
|                                                                                   |
| Fonte: Istituto Nazionale di Statistica (ISTAT) - Elaboração gráfica da Wikipedia |